# Erecteu
Na mitologia grega, Erecteu (em grego antigo Ερεχθεύς, transl. Erechtheús) foi um rei da cidade-estado de Atenas.
Existem duas versões para o mito. Em uma delas, ele é identificado com Erictônio, filho de Gaia e de Hefesto.
Na outra versão, ele é filho do rei Pandião I de Atenas. Para vencer na luta contra os eleusínios e os trácios, sacrificou, conforme a mulher, uma das suas três filhas (Eurípides, em sua peça teatral Íon, dá-lhe uma quarta filha, Creúsa), o que deu motivo a que mais tarde Poseidon o aniquilasse e à sua descendência. Ele foi sucedido por seu irmão Cécrope II.